# Norra Mo landskommun
Norra Mo landskommun var en tidigare kommun i Jönköpings län.

## Administrativ historik
Kommunen bildades som storkommun vid kommunreformen 1952 genom sammanläggning av de tidigare kommunerna Bottnaryd, Mulseryd och Angerdshestra.
Kommunen upplöstes med utgången av år 1970, varefter dess område gick upp i nybildade Jönköpings kommun.
Kommunkod var 0615.

### Kyrklig tillhörighet
I kyrkligt hänseende tillhörde kommunen församlingarna Angerdshestra, Bottnaryd och Mulseryd. Dessa slog ihop 2002 att bilda Norra Mo församling.

## Geografi
Norra Mo landskommun omfattade den 1 januari 1952 en areal av 352,03 km², varav 341,92 km² land. Efter nymätningar och arealberäkningar färdiga den 1 januari 1957 omfattade landskommunen den 1 november 1960 en areal av 352,14 km², varav 341,76 km² land.

### Tätorter i kommunen 1960
I Norra Mo landskommun fanns tätorten Bottnaryd, som hade 344 invånare den 1 november 1960. Tätortsgraden i kommunen var då 17,9 procent.

## Politik

### Mandatfördelning i valen 1950–66
| 6 | 14 | 12 | 3 |

| 34 |

| 7 | 11 | 13 | 4 |

| 34 |

| 4 | 12 | 10 | 4 |

| 27 |

| 6 | 10 | 9 | 5 |

| 30 |

| 4 | 11 | 8 | 2 | 5 |

| 29 |